# CoMaps
CoMaps es una aplicación de navegación de código abierto que utiliza datos de OpenStreetMap. Está diseñada para operar sin conexión a internet a través de la descarga previa de mapas.

## Historia
Se originó en 2025 tras desacuerdos dentro de la comunidad del proyecto Organic Maps, relacionados con temas de gobernanza y transparencia. A raíz de estas diferencias, un grupo de colaboradores optó por iniciar un nuevo proyecto basado en principios como la transparencia, la toma de decisiones comunitaria, el software libre, la privacidad y la financiación colectiva. La primera versión pública de CoMaps fue lanzada el 1 de junio de 2025. Desde mayo del mismo año, el proyecto cuenta con un anfitrión fiscal en Open Collective y se encuentra en proceso de formalización legal como entidad sin fines de lucro o cooperativa.

## Características
La aplicación permite la navegación para diversas actividades, como senderismo, ciclismo, conducción y transporte público. Incluye guía por voz, búsqueda, planificación de rutas y marcadores personalizados. Ofrece mapas detallados que pueden incluir rutas de ciclismo, senderos, caminos peatonales, líneas de contorno, elevación y otros elementos geográficos. Está optimizada para minimizar el consumo de batería y no requiere conexión a internet una vez que los mapas han sido descargados.
La aplicación no recopila datos personales ni realiza seguimiento de la ubicación del usuario. Incluye un editor que permite a los usuarios contribuir directamente con actualizaciones a los datos de OpenStreetMap, como la adición de negocios o puntos de interés.